# Retiro roberti
Retiro roberti är en spindelart som först beskrevs av Eduard Reimoser 1939.  Retiro roberti ingår i släktet Retiro och familjen mörkerspindlar.
Artens utbredningsområde är Costa Rica. Inga underarter finns listade i Catalogue of Life.